# Маннар (округ)
Маннар (синг. මන්නාරම දිස්ත්රික්කය, там. மன்னார் மாவட்டம்) — один з 25 округів Шрі-Ланки. Входить до складу Північної провінції країни. Адміністративний центр — місто Маннар.

## Площа
Площа округу становить 1996 км². В адміністративному відношенні поділяється на 5 підрозділів.

## Населення
Населення округу за даними перепису 2012 року становить 99 051 чоловік. 81,34% населення складають ланкійські таміли; 16,24% — ларакалла; 1,98% — сингали; 0,40% — індійські таміли і 0,04% — інші етнічні групи. 57,48% населення сповідують християнство; 23,69% — індуїзм; 16,71% — іслам і 2,09% — буддизм.

## Історія
Між V ст. до н. е. та 13 ст. н. е., сучасна територія округу була частиною царств Раджарати. Згодом частини Маннару увійшла до складу доколоніального королівства Джафна, яке на початку XVI ст. потрапило під португальський, а пізніше під голландський та британський контроль. У 1815 році британці отримали контроль над усім островом Цейлон. У 1833 р. відповідно до рекомендацій комісії Колбрука-Камерона Маннарський округ разом із округами Джафна та Ванні утворили нову Північну провінцію.
У вересні 1978 р. підрозділ окружного секретаріату Східний Мантай було передано до новоствореного району Муллайтіву.
Значна частина району Маннар під час громадянської війни перебувала під контролем повстанців LTTE і була відвойована SLA в 2008 році.